# Teapce, Dolîna
Teapce (în ucraineană Тяпче) este o comună în raionul Dolîna, regiunea Ivano-Frankivsk, Ucraina, formată numai din satul de reședință.

## Demografie
Componența lingvistică a comunei Teapce
     Ucraineană (99,8%)
     Alte limbi (0,21%)
Conform recensământului din 2001, majoritatea populației comunei Teapce era vorbitoare de ucraineană (99,8%), existând în minoritate și vorbitori de alte limbi.